# Глувчице (гмина)
Глувчице (пол. Główczyce) — сельская гмина (волость) в Польше, входит как административная единица в Слупский повет, Поморское воеводство. Население — 9359 человек (на 2004 год).

## Демография
| Перепись                       | Всего   | Всего | Женщины | Женщины | Мужчины | Мужчины |
| ------------------------------ | ------- | ----- | ------- | ------- | ------- | ------- |
| Единицы                        | человек | %     | человек | %       | человек | %       |
| Население                      | 9359    | 100   | 4586    | 49      | 4773    | 51      |
| Плотность населения (чел./км²) | 28,9    | 28,9  | 14,2    | 14,2    | 14,7    | 14,7    |

## Соседние гмины
1. Гмина Дамница
2. Гмина Нова-Весь-Лемборска
3. Гмина Потенгово
4. Гмина Слупск
5. Гмина Смолдзино
6. Гмина Вицко